# Campionati italiani assoluti di scherma del 1951
I Campionati italiani assoluti di scherma del 1951 sono stati organizzati dalla Federazione Italiana Scherma.
Nel fioretto, si sono aggiudicati i titoli dei campionati italiani Giancarlo Bergamini ed Edoardo Mangiarotti a pari merito nella competizione maschile, e Jenny Zanelli, alla sua prima affermazione.
Il titolo della spada è andato per la quinta volta a Dario Mangiarotti.
Nella sciabola Vincenzo Pinton ha vinto il suo quinto titolo nazionale maschile.
Nei campionati italiani a squadre maschili la Cassa Risparmio Milano ha vinto nel fioretto, mentre la Società del Giardino di Milano ha vinto nella spada; nella sciabola c'è stato il successo del Sala Stadio Roma; per tutti e tre i team si è trattato del primo successo ai campionati italiani.
Il campionato italiano di fioretto a squadre femminile è andato per la prima volta alla Marina Mercantile di Trieste.

## Podi

### Uomini
| Specialità  | Oro                                     | Argento | Bronzo |
| Individuali |                                         |         |        |
| Fioretto    | Giancarlo Bergamini Edoardo Mangiarotti | -       | -      |
| Spada       | Dario Mangiarotti                       | -       | -      |
| Sciabola    | Vincenzo Pinton                         | -       | -      |
| A squadre   |                                         |         |        |
| Fioretto    | Cassa Risparmio Milano -                | -       | -      |
| Spada       | Società del Giardino Milano -           | -       | -      |
| Sciabola    | Sala Stadio Roma -                      | -       | -      |

### Donne
| Specialità  | Oro                         | Argento | Bronzo |
| Individuali |                             |         |        |
| Fioretto    | Jenny Zanelli               | -       | -      |
| A squadre   |                             |         |        |
| Fioretto    | Marina Mercantile Trieste - | -       | -      |